# Sandra Monfort Oliver
Sandra Monfort Oliver   (Pedreguer, 4 de juliol de 1992) és una cantant valenciana que forma part del trio musical Marala.
Amb désset anys, l'artista va instal·lar-se a Barcelona per a realitzar estudis superiors de música, però posteriorment tornà a Pedreguer, el seu poble natal.
Amb Toni Fort (ZOO) va formar el grupo del folk fusió Xaluq, publicant el 2016 el disc Empelt. El 2020, Marala publica el seu primer disc, A trenc d’alba, amb el qual obtingueren un Premi Ovidi Montllor i un Enderrock Balear. El 2021 publicà el seu primer treball en solitari, Niño reptil ángel, amb el qual obtingué dos Premis Carles Santos. El 2023 va editar el seu darrer àlbum fins a l'actualitat, La Mona, on continua barrejant tradició i música contemporània.

## Discografia

### Amb Xaluq
- Empelt (2016)

### Amb Marala
- A trenc d'alba (2020)
- Jota de morir (2022)

### En solitari
- Niño reptil ángel (2021)
- La mona (2023)